# Walter Weiler
Walter Weiler (Winterthur, 4 december 1903 - 4 mei 1945) was een Zwitsers voetballer die speelde als verdediger.

## Carrière
Weiler speelde voor SC Veltheim en het Franse Le Havre AC voor hij ging spelen voor Grasshopper. Hij speelde met hen zeven keer kampioen en won negen bekers met de club.
Hij speelde 25 interlands voor Zwitserland en één keer voor de olympische ploeg op de Olympische Spelen in 1928 in Amsterdam. Hij nam ook deel aan het WK voetbal 1934 in Italië.
Hij stierf kort nadat hij zijn carrière afsloot in 1945.

## Erelijst
- Grasshopper
  - Landskampioen: 1927, 1928, 1931, 1937, 1939, 1942, 1943
  - Zwitserse voetbalbeker: 1927, 1932, 1934, 1937, 1938, 1940, 1941, 1942, 1943